# アニマトロン
アニマトロン（Predacons）は、『戦え!超ロボット生命体トランスフォーマー2010』に登場する架空の猛獣部隊。デストロンに所属している。

## 概要
初登場は『戦え!超ロボット生命体トランスフォーマー2010』第5話「クインテッサ星人の陰謀」。
野獣メカへと変形する。5体が合体することにより、巨重合体兵プレダキング/Predakingとなる。知能は低いが、攻撃力、敏捷性に優れる。ロボットモードでは全員銃と剣を武器としている。また彼らの本当の力はプレダキングとなったときに現れると発言する。
誕生エピソードは特に描かれず、メトロフレックスのトランスフォームコグを巡る戦いでクインテッサ星人が増援として送ったのが初登場。また、当時のグラビアなどではクインテッサ星人によって造られたと紹介するものもあった。クインテッサ星人がデストロンを裏切った後も、そのままデストロンとして活動する。
本編ではライバルであるスカイリンクスをはじめ、サイバトロンや他のキャラクターの前に敗北することが多いが、国内では「デストロンの逆襲」キャンペーンの主力商品に抜擢されたことなどから、雑誌展開ではサイバトロンを大いに苦しめる存在として描かれた。
マーベルコミックではデストロンの実権を握ろうと企むレーザーウェーブによってメガトロンへの刺客として送り込まれ、一度はその抹殺に成功する。
なお、海外名のPredacons（プレダコン）は後に『ビーストウォーズ』のデストロン軍団の海外版における名前になっている。

## メンバー
参謀 レーザークロー / Razorclaw
声 - 稲葉実 / HM - 西村知道 / 英 - ジョー・リー
アニマトロン部隊の指揮官。ライオンに変形。肩のダブルショックガンとソニックブレードが武器。アニマルモード時は跳躍力と鋭い爪が自慢。血の気の多い性格でサイバトロンを毛嫌いしているが、利害が一致すれば共闘することもある。金（黄金）と聞いて目を輝かせる一面もある。また、トルネドロンとの戦いでは仲間たちに散開を指示してトルネドロンからの攻撃を回避しようとするなど、機転が利く部分もある（結局トルネドロンは分離が可能だったため、失敗に終わる）。
プレダキングに合体する際には、胴体に変形する。
砲兵 ラムページ（ランページ）/ Rampage
声 - 難波圭一、山口健（19話）/ HM - 田中亮一 / 英 - ローリー・ファソ
ジャガーに変形。6万ボルトのライトニングライフルと5000℃のヒート剣が武器。執拗に食らい付き続ける。暴れ者だが、テレビを見ることが好き。
プレダキングに合体する際には、左腕に変形する。ランページとも呼ばれる場合もあるが、『ビーストウォーズメタルス』でも、同名のキャラクターがいる。
玩具での変形パターンはレーザークローとまったく同じである（ジョイントが異なるため、プレダキングの胴体にはできない）。
空中攻撃兵 ダイムボム / Divebomb
声 - 堀内賢雄、塩屋翼（5、24話）/ HM - 沢木郁也 / 英 - ローリー・ファソ
イーグルに変形。赤外線スコープ付きレーザーライフルとレーザーソードが武器。空中よりの爆撃、また、イーグルの頭の部分にカメラが収納されており偵察を得意とする。テックスペックでは、ビルの屋上などにメカネスト（巣）を作る癖があるとされる。
プレダキングに合体する際には、右腕と背部のウイング部分に変形する。
補給兵 タントラム / Tantrum
声 - 島香裕、城山知馨夫（5話）、塩屋翼（26話） / HM - 佐藤正治 / 英 - フィリップ・L・クラーク
バッファローに変形。武器を使うより我が身で敵を倒すのが好きらしい。補給用の燃料タンクを持つ。接触反応型カービン銃とエレクトロソードが武器。
プレダキングに合体する際には、左脚に変形する（玩具カタログなどでは右脚）。
地上攻撃兵 ヘッドストロング / Headstrong
声 - 喜多川拓郎、江原正士（11話、15話）、堀内賢雄（5話、26話） / HM - 幹本雄之 / 英 - ロン・ファインベルグ
サイに変形。鋼鉄を貫く角で突進しての破壊行動が多い。爆裂弾を発射するプラズマガンとスーパーブレードが武器だが、射撃は苦手。逃げるよりも戦って死ぬことが本望らしい。
プレダキングに合体する際には、右脚に変形する（玩具カタログなどでは左脚）。また、ロボットモードにおけるアニマルモード頭部の処理が玩具のパッケージ写真などとアニメでは異なるが、アニメどおりの向きにすることも可能。
巨重合体兵プレダキング / Predaking
声 - 稲葉実 / HM - 西村知道、池水通洋（11話）、大塚芳忠（34話） / 英 - バド・デイビス
5体のアニマトロン部隊が合体した巨獣合体兵。野獣の本能と機敏さ、パワーを持つ。背中にあるダイムウイングの使用により飛行する。玩具の設定では他のデストロン合体兵士が知能1～3に対し、プレダキングは知能5と、合体兵士の中では比較的優れた非合体兵士並みの頭脳を持っている。とはいえ、それはあくまでも「デストロン合体兵士としては」の話であり、スカイリンクス（非合体戦士。知能8）には知能戦に持ち込まれると負けたり、通常攻撃が効かないダニエルの悪夢で実体化した怪物やトルネドロンにやられたりするなど、敗北するシーンが多い。
武器は「フォトンサーベル」「ソニックブレード」、右腕の「電光ライフル」。足を振り上げて起こす竜巻「フットハリケーン」も使用する。

## その後
『ザ☆ヘッドマスターズ』にも引き続き登場し、外宇宙探査に旅立ったスカイリンクスに代わりトレインボットが合体したライデンとライバル関係になる。
『トランスフォーマーZ』では、プレダキングがデストロン九大魔将軍の一人、野獣将軍プレダキングとして再登場する。ダイアトラスの力の前に戦意を失って退却を図るが、ダイアトラスのゾーンパワードカッターにより真っ二つにされる。声の出演は岸野幸正が担当。

## 玩具
アニマトロンは1987年2月にそれぞれ「D-73~77」のナンバーを与えられて発売(D-73アニマトロン参謀レーザークロー、D-74砲兵ラムページ、D-75空中攻撃兵ダイムボム、D-76補給兵タントラム、D-77地上攻撃兵ヘッドストロング)。国内のみ単品販売の他にプレダキングがセット販売として「D-78」で発売。他の合体戦士よりも大きく、この時期のトランスフォーマー商品では最大の大きさと最高の価格（11,000円）で、「デストロンの逆襲」キャンペーンの主力商品となった。
スクランブル合体戦士・兵士とはコンセプトが異なるが、両腕・両脚同士を取り替えることが可能。また、タントラム、ヘッドストロングおよびプレダキングには「脚部を入れ替えればアニメ版と同じになり、プレダキングがパワーアップ!」と書かれた説明書きが封入されていた。ただし、他のスクランブル合体ロボとの各部隊の混成合体を行うことはできない。
海外の初期出荷版はパーツが一部ダイキャストになっており、2004年に発売された『復刻版』はその仕様で復刻されている。
2010年11月には本体にメタリック風塗装とアニメに準じた色分けが施された『2010エディション』が発売されている。
当時開発を担当した餘家英昭は新人のスタッフと3日間徹夜して開発し、「プレダキングを見るとそのときの疲労感がぐっとリコールされて、もう2度と嫌だと思ってしまう」と語る。
2018年09月には『パワーオブザプライム』シリーズにて「PP-31 プレダキング」が発売された。構成メンバーは同じであるがタントラムのみが一部海外名として使用されていたトロックス / Toroxとなっている。また、レーザークロウの体内には同梱されているプライムマスター「オニキスプライム」を「オニキスマトリクス」として収納することが出来る機能が追加されている（同シリーズの他のプライムマスターとも入れ替え可能）。

## プライム
『トランスフォーマープライム』日本未放送のシーズン3『Beast Hunters（ビーストハンターズ）』にてプレダコン / Predaconとプレダキング（ドラゴトロン）/ Predakingが登場。
ドラゴンやグリフォンなど地球の架空生物に似た姿をしたサイバトロン星の古代生物群であり、大戦中にショックウェーブにより化石から復元され地球に送り込まれていた。シーズン3では地球に送り込まれていたプレダコンたちが物語の鍵となる。インシグニアは下顎が裂けた竜の頭部を模したものになっている。
ショックウェーブがサイバトロン星にて再生させたドラゴトロンを例にプレダコンの化石から遺伝子情報を抽出することでそれを元にしてのクローニングが可能と判明。それ以降ディセプティコンはプレダコンの戦力化を狙い地球各地に眠るプレダコンの化石を回収してそれからクローンを作るという計画を進める。しかし、プレダキングが変形機能を発現したことと予想以上の知性を発揮し出したことでメガトロンたちはプレダコンすべてがそうなることを危惧するようになり、オートボットに研究施設のある位置座標を漏らして彼らをおびき寄せ、そしてその思惑通りにオートボットが施設を爆破したことで再生途中のプレダコンは処分される。
プレダキング（ドラゴトロン）/ Predaking
声 - （日本版未放送） / ピーター・メンサー
第3話（通算第55話）から登場。ショックウェーブにより蘇生させられたプレダコンの一体で、『Beast Hunters（ビーストハンターズ）』を通してのメインヴィランの一人となる。
巨大なドラゴン形態であるビーストモードでは飛行能力と火炎攻撃を武器とし、ロボットモードでは左腕を変形させて展開するブラスターとその高い身体能力から繰り出す格闘攻撃で敵を徹底的に叩きのめす。きわめて高い耐久性と戦闘能力を持っており、ホイルジャックのグレネードによるエネルゴン誘爆にも耐えきり戦闘を続行し、ウルトラマグナスとホイルジャックの2体を同時に相手して圧倒する。
当初は言葉を喋らず、変形もできなかったことからスタースクリームからは低能、メガトロンやショックウェーブから動物的な性質しか持たないと思われるが、他のトランスフォーマーの言葉を理解していたり、ネメシスの端末の使い方を覚えてそれで自身の情報を集めたりと少しずつ能力を向上させてゆき、第9話（通算第61話）でついにロボットモードへの変形機能まで発揮するようになる。
高い戦闘能力や激しい闘争本能とは裏腹に理知的で従順な性格をしており、ロボットモードを獲得してからもメガトロンに対する忠誠心は変わらないが、予想以上に高い能力からメガトロンたちに警戒される。また同族への思い入れは強く、第9話（通算第61話）で培養途中のプレダコンを皆殺しにしたオートボットには激しい憎悪を抱く。しかし第12話（通算第64話）で、ラチェットからオートボットのプレダコン再生施設襲撃はメガトロンたちが意図的に仕組んだものだと聞かされ、メガトロンもそれを肯定したことでディセプティコンとも袂を分かつ。その後、怒りのままメガトロンに挑み追い詰めるも、スタースクリームの横槍もあって形勢を逆転されてネメシスから放逐される。しかし、自身はネメシスの外壁に掴まって艦からの離脱を免れたことが第13話（通算第65話、シーズン3最終話）で判明し、ネメシスがサイバトロン星に帰還すると同時にどこかへ飛び去る。
最終シーズンで完結篇である『Predacons Rising（プレダコン・ライジング）』では、同族への思い入れはなお強く、再生を遂げたサイバトロン星に到達してからはプレダコンたちの化石が密集する墓場であるボーンベッドを守る生活を送っていた。直接の原因はメガトロンの策略とはいえ、無抵抗な同族を殺したオートボットへの憎悪も消えないままであった。しかし、バンブルビー率いるオートボットたちから新たな同族であるダークスティールとスカイリンクスの存在を知らされ、協力を拒みつつも独自に捜索していたところ、メガトロンのボディを乗っ取ったユニクロンと遭遇。メガトロンと思い復讐を果たそうと挑むも呆気なく敗北したばかりか、記憶を読まれたことで同族の亡骸をテラーコンとして利用されてしまう。ショックウェーブからオートボットと共にユニクロンを倒してサイバトロン星を救うように説得されたこともあり、奴隷化された同族たちを解放すべく、自らを見下すダークスティールとスカイリンクスを実力でねじ伏せてリーダーとなり、サイバトロン星のコアへ迫るテラーコンたちと死闘を繰り広げた。決着がついた後はダークスティール、スカイリンクスと共にダークマウント跡地に向かい、今まで散々苛め抜いてくれたスタースクリームに制裁を加えた。
続編の『トランスフォーマー アドベンチャー』のシーズン2『マイクロンの章』第18話（通算第44話）で生存していたスタースクリームの回想から、スカイリンクスとダークスティールがダークマウント内で彼を追い回しているうちに偶然逃げ込んだ武器庫の防衛システム（警備システム）を作動させられたことで倒されてしまったことが描かれたが、プレダキングに関しては触れられておらず、その後の消息は不明となっているが、おそらく逃げたと思われる。
ダークスティール / DarkSteel
声 - （日本版未公開）/ スティーヴン・ブルーム
最終シーズンで完結篇である『Predacons Rising（プレダコン・ライジング）』に登場。鳥のような翼を持ったドラゴンに変形する。
最終決戦でオートボットに敗れ逃亡したショックウェーブとスタースクリームがオートボットへの逆襲のために生み出した。時を同じくして作られたプレダコンのスカイリンクスと共に行動しているが、些細なことで喧嘩する様子からあまり仲が良いとは言えない。
スカイリンクスと共にサイバトロン星で物資調達中にウルトラマグナスとスモークスクリーンと遭遇して交戦し、ウルトラマグナスに重傷を負わせた。だが、それを報告するや否やスタースクリームの怒りを買い、電流ロッドで折檻されてしまう。その後、プレダキングの縄張りのボーンベッドで発掘中にメガトロンの肉体を乗っ取ったユニクロンと遭遇し、スカイリンクスと共に面白半分で交戦するも返り討ちに遭い瞬殺される。帰還と共にこの状況に驚いたプレダキングにユニクロンは何をしたかを告げるが、プレダキングは臆することなくユニクロンと戦うことを宣言。彼らはそんなプレダキングを「ボス気取り」と見下すも、圧倒的な力の前に彼を「王」と認め、彼に従ってオートボットと共にサイバトロン星のコアへ迫るテラーコンたちと戦った。決着がついた後は散々自分たちを虐げてきたスタースクリームへの報復のため、プレダキング、スカイリンクスと共にダークマウント跡地を襲撃した。
その後の顛末は長らく不明だったが、続編の『トランスフォーマー アドベンチャー』のシーズン2『マイクロンの章』第18話（通算第44話）で生存していたスタースクリームの回想から、ダークマウント内で彼を追い回しているうちに偶然逃げ込んだ武器庫の防衛システム（警備システム）を作動させられたことで、スカイリンクス共々倒されてしまったことが明かされた。
スカイリンクス / SkyLynx
声 - （日本版未公開）/ ノーラン・ノース
最終シーズンで完結篇である『Predacons Rising（プレダコン・ライジング）』に登場。鳥のような翼を持ったドラゴンに変形する。
最終決戦でオートボットに敗れ逃亡したショックウェーブとスタースクリームがオートボットへの逆襲のために生み出した。性格は粗暴で知性も低く、原典のスカイリンクスとは少し違っている。時を同じくして作られたプレダコンのダークスティールと共に行動しているが、些細なことで喧嘩する様子からあまり仲が良いとは言えない。
ダークスティールと共にサイバトロン星で物資調達中にウルトラマグナスとスモークスクリーンと遭遇して交戦し、ウルトラマグナスに重傷を負わせた。だが、それを報告するや否やスタースクリームの怒りを買い、電流ロッドで折檻されてしまう。その後、プレダキングの縄張りのボーンベッドで発掘中にメガトロンの肉体を乗っ取ったユニクロンと遭遇し、ダークスティールと共に面白半分で交戦するも返り討ちに遭い瞬殺される。帰還と共にこの状況に驚いたプレダキングにユニクロンは何をしたかを告げるが、プレダキングは臆することなくユニクロンと戦うことを宣言。彼らはそんなプレダキングを「ボス気取り」と見下すも、圧倒的な力の前に彼を「王」と認め、彼に従ってオートボットと共にサイバトロン星のコアへ迫るテラーコンたちと戦った。決着がついた後は散々自分たちを虐げてきたスタースクリームへの報復のため、プレダキング、ダークスティールと共にダークマウント跡地を襲撃した。
その後の顛末は長らく不明だったが、続編の『トランスフォーマー アドベンチャー』のシーズン2『マイクロンの章』第18話（通算第44話）で生存していたスタースクリームの回想から、ダークマウント内で彼を追い回しているうちに偶然逃げ込んだ武器庫の防衛システム（警備システム）を作動させられたことで、ダークスティール共々倒されてしまったことが明かされた。

## 『参乗合体 トランスフォーマーGo!』
『参乗合体 トランスフォーマーGo!』は上記の『プライム』シリーズとは同一の世界とされているが、背景設定が微妙に異なっている。人間には鬼と呼ばれており、ドラゴトロンを始めとする5体が日本の富士山に封印されていたが、現代においてドラゴトロン以外の4体四鬼衆が復活し、唯一封印の解けないドラゴトロンを復活させるべく活動を開始する。
悪鬼大帝ドラゴトロン / Dragotron / Predaking
声 - 上田燿司
ドラゴンから変形するプレダコンで最も凶暴なトランスフォーマー。武器はミサイルユニットと剣。次元を超える能力で過去の地球にも出現した記録がある。
究極悪鬼大帝 グレンドラゴトロン / Guren Dragotron / Beast-Fire Predaking
封印から復活し紅蓮の色に変わった究極の姿。レジェンディスクが全部集まる前に復活した。プレダコン四鬼衆と邪龍合体する。

### プレダコン四鬼衆 / Four Oni / The Four Oni / Predacons Shikishu
グレンドラゴトロンにパワーを与えられたことで巨大化できるようになる。
武闘鬼ブドーラ / Budora / Grimwing
声 - 稲田徹
鬼型ロボからドラゴンに変形するプレダコン四鬼衆の1番手でありリーダー。四鬼衆で最強を誇り、グラップル・ランチャーで敵を切り裂く。ドラゴトロンが目覚めなければ自分が地球を征服すると自信を見せる。
呪縛鬼ジュドーラ / Judora / Skystalker
声 - 伊丸岡篤
鬼型ロボからドラゴンに変形するプレダコン四鬼衆の2番手。オネエ口調で話し、武器は羽から発射するディスク。
怪力鬼ガイドーラ / Gaidora / Lazerbach
声 - 岩崎征実
鬼型ロボからドラゴンに変形するプレダコン四鬼衆の3番手。武器は背中のオーガキャノン。四鬼衆で一番の怪力。
爆速鬼バクドーラ / Bakudora / Ripclaw
声 - 上田燿司
鬼型ロボからドラゴンに変形するプレダコン四鬼衆の4番手。プレダコンで一番のスピードを誇り、武器は相手の生体エネルギーを奪うことができる尾の先のサイフォン・クロウ。ブドーラの命令には絶対服従。

### プレダコン邪鬼軍団（闇の邪鬼軍団/闇の邪気ども）/ Jaki / The Jaki / Jaki Gundan / Dark Jaki Corps / Dark Jaki
闇の邪気と呼ばれるプレダコン四鬼衆の部下で、プレダコン四鬼衆が近くにあるものを使って実体化させる。それぞれドラゴンから小鬼に変形し、5体合体で邪鬼5体合体 ゴラードラ（オボミナス） / Goradora / Abominusとなる。
ドララ（ハン・ガー/ハングルー）/ Dorara  / Hun-gurrr
ゴラードラ（オボミナス）に合体する際には胴体に変形する。
バララ（ウィンドレイザー）/ Barara / Windrazor
ゴラードラ（オボミナス）に合体する際には右脚に変形する。
ブララ（ブライト）/ Burara / Blight
ゴラードラ（オボミナス）に合体する際には左腕に変形する。
ガララ（ツインストライク）/ Garara / Twinstrike
ゴラードラ（オボミナス）に合体する際には右腕に変形する。
ジュララ（リッパースナッパー）/ Jurara / Rippersnapper
ゴラードラ（オボミナス）に合体する際には左脚に変形する。
邪鬼5体合体 ゴラードラ / Goradora / Abominus
邪鬼軍団5体が邪鬼合体（ブラック邪鬼合体）した姿。やられてもプレダコン四鬼衆の力によって復活することができる。
一見プレダコン四鬼衆によって操られているように見られるが実はドラゴトロンによってコントロールされている。